# Ferrovia Decauville

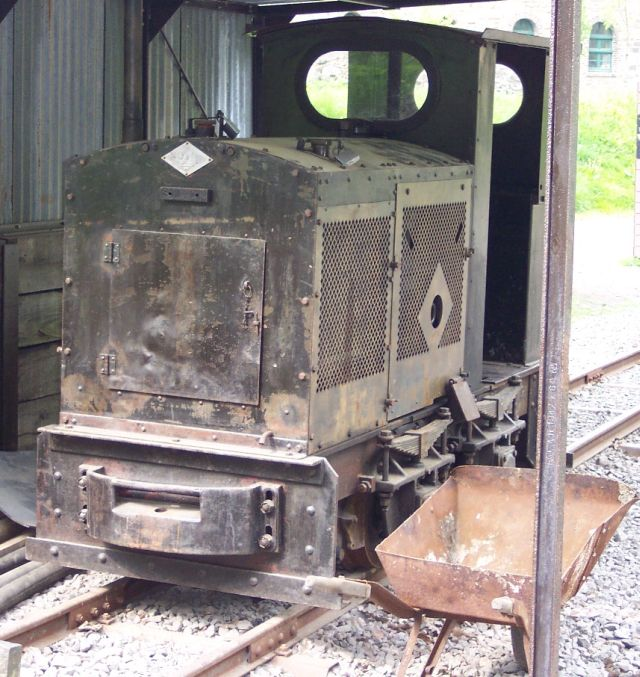
Locomotiva a scartamento Decauville

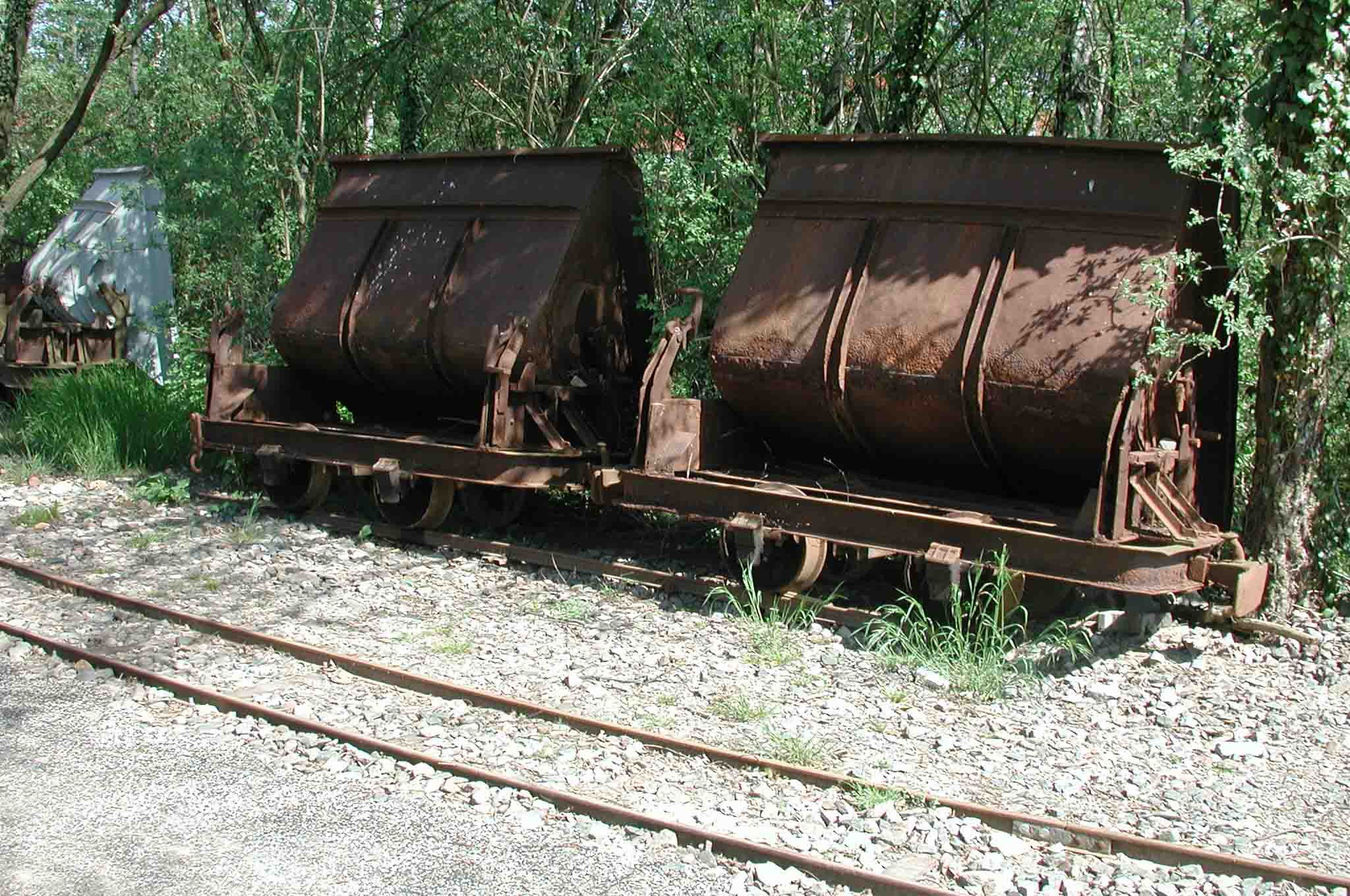
Carrelli decauville

Le ferrovie Decauville sono ferrovie a scartamento ridotto il cui binario è formato da elementi prefabbricati che possono essere montati e smontati velocemente. Sono usate quasi esclusivamente per il trasporto di merci quali minerali, legno, torba, argilla e sabbie.
Tradizionalmente era caratterizzata dai binari leggeri posati con poca cura e da treni formati da vagoni a due assi con cassa con sezione a V basculante sui due lati per lo scarico del materiale. Le ferrovie Decauville hanno avuto un utilizzo esteso nell'industria del primo 1900, per il trasporto sia all'esterno sia all'interno degli stabilimenti industriali. 
Attualmente sono ferrovie moderne, percorse da grosse locomotive, i veicoli sono spesso dotati di gancio automatico, le rotaie sono adatte a sostenere grossi carichi, i sistemi di sicurezza sono molto avanzati anche in funzione delle difficili condizioni di lavoro, spesso in spazi angusti, con poca visibilità e rischio di esplosione o incendio.

## Storia
Nel 1872 in Francia l'ingegnere Corbin ideò e costruì un sistema di ferrovia portatile con scartamenti di 33, 47 e 68 cm con binari in legno, per uso agricolo e industriale. I vagoncini avevano un solo asse, solo il primo del convoglio ne aveva due, e si appoggiavano sul vagone precedente. La trazione era solo manuale o al massimo animale.
Nel 1873 l'ingegnere Paul Decauville (1846-1922) presentò il proprio sistema di ferrovie portatili. I binari erano in acciaio a scartamento di 0,4 m con rotaie Vignoles da 4,5 kg/m e i vagoni avevano tutti 2 assi. Il sistema Decauville risultò subito migliore rispetto al Corbin, utilizzato dallo stesso Decauville l'anno precedente, anche perché vi si poté usare la trazione a vapore. Il sistema venne poi modificato gradualmente portando lo scartamento a 60 cm e usando rotaie da 7 a 9, e poi a 12 kg/m. Queste ferrovie ebbero un grande successo e divennero presto la principale attività di Decauville. La ditta Decauville poteva costruire una ferrovia completa "chiavi in mano" cioè progettava il sistema di trasporto e forniva tutto il materiale necessario, la posa in opera e la formazione del personale. 
Negli anni successivi altri costruttori anche non francesi riuscirono a fornire lo stesso tipo di servizio. Tra di essi si segnalano Koppel e Pétolat.
I primi utilizzatori furono i grandi agricoltori e gli stabilimenti industriali. Il successo nella coltivazione della barbabietola da zucchero è dovuto al fatto che riuscivano a trasportare in poco tempo il raccolto agli stabilimenti di lavorazione riducendo di molto le perdite dovute ai tempi di trasporto necessari prima del loro utilizzo.
Dalla fine del XIX secolo l'esercito francese installò queste ferrovie nelle fortificazioni dell'Est della Francia, pensandole adatte solo al servizio in installazioni stabili. Contemporaneamente l'esercito germanico sviluppò un sistema di ferrovie portatili allo scopo di rifornire la linea del fronte in un'ipotetica guerra, anche in una situazione di fronte instabile. Questa idea risultò vincente durante la Prima Guerra Mondiale, quando fu evidente che i camion non erano adatti a portare armi, rifornimenti e uomini su strade che allora erano quasi sempre sterrate. La Francia, con il Regno Unito e gli Stati Uniti, convertirono allora le proprie ferrovie all'utilizzo sui campi di battaglia. Il massimo sviluppo delle ferrovie Decauville si ebbe proprio durante la Grande Guerra con realizzazioni di ferrovie a scartamento di 60 cm su tutti i fronti.
Durante L'Esposizione Universale del 1889 a Parigi, Decauville realizzò una linea a scartamento di 0,6 m con una lunghezza di circa 3 km, all'interno della stessa, che andava da Champ de Mars a Les Invalides. Durante l'Esposizione questa ferrovia trasportò 6323446 passeggeri paganti senza un solo incidente. Le locomotive a vapore erano del tipo Mallet, rodiggio BB, e le carrozze erano prese direttamente dal catalogo Decauville. A seguito di questa prova il Ministero dei Trasporti autorizzò la costruzione di linee a scartamento di 0,6 m per il trasporto pubblico.

## Tecnica
La trazione dei treni inizialmente fu manuale o animale, con cavalli o buoi. Le locomotive a vapore furono usate solo in seguito con l'aumento delle necessità di trasporto e il loro miglioramento tecnico. Attualmente si usano locomotive Diesel, ad accumulatori o elettriche.
I vagoni originali erano tutti a due assi senza freni. In seguito sono stati costruiti vagoni specifici, anche a carrelli, per i vari tipi di trasporto e di servizio. Esistono vagoni a tramoggia per lo scarico automatico, cisterne per liquidi, piatti, per trasporto persone.
La caratteristica originale era quella di essere costituita da pezzi di binario prefabbricati di piccola dimensione (a costituzione del tutto analoga a quelli della modellistica ferroviaria) che venivano posati con minima preparazione del terreno (livellamento e compattazione), uniti con giunzioni standard. Potevano costituire anche reti complesse, che potevano essere rimosse e riutilizzate. Nelle installazioni più pesanti si usano binari costruiti in maniera tradizionale.
A volte le Decauville fanno parte di sistemi di trasporto composti di altri impianti, per esempio funicolari, teleferiche, strade. Per esempio gli impianti idroelettrici SONDEL in Valtellina o le ferrovia marmifera di Lasa in Alto Adige.
In italiano col termine "Ferrovia Decauville" di fatto si intendono tutte le ferrovie a scartamento di 0,6 m anche se non direttamente legate al costruttore Decauville.
Solo nei sistemi più complessi si rende necessario il segnalamento. Nei passaggi a livello che tagliavano le strade più grandi si usavano strumenti di segnalazione e protezione.

## Impiego e attività
Le ferrovie Decauville sono usate anche per il traino delle barche nei canali e nelle chiuse (ferrovie per strada alzaia); per la loro facile installazione su suoli instabili e paludosi furono utilizzate nelle bonifiche, (come quella dell'Agro Pontino), per il trasporto di materiale in grandi cantieri, cave e miniere, per il rifornimento delle isole, come ferrovie per il trasferimento delle macerie nelle città dopo le distruzioni delle guerre.
Attualmente sono usate in situazioni particolari, tra le quali
- torbiere: a causa del terreno che non sostiene il peso dei camion. In tedesco si chiamano Torfbahn
- miniere: occupano poco spazio avendo una buona capacità di trasporto
- raccolta della canna da zucchero: grandi quantità da trasportare in breve tempo. Nel Queensland, la legislazione locale disincentiva l'uso dei camion
- aree depresse: dove le strade sono disagevoli per i mezzi pesanti
- saline: i binari corrono sugli argini tra le vasche di essiccazione. Impianti sono ancora funzionanti in Italia a Cervia e a Trapani.

L'esercizio della ferrovia era cadenzato dal tipico rumore metallico dello scorrimento dei vagoncini robusti ma strutturalmente molto semplici, sui numerosissimi giunti dei binari. Non sempre vi era la dotazione delle locomotive o di altri mezzi di trazione, soprattutto in caso di percorsi brevi ed in spazi angusti.
Era assolutamente comune spostare i singoli vagonetti – anche carichi – soltanto con la forza muscolare o con il tiro di cavalli. Spesso il materiale rotabile (vagoncini) era unificato e presente nella stessa costituzione in tutti gli impianti di una regione, in altri casi furono fatti speciali arrangiamenti in piccola serie per impianti particolari.
La gestione ferroviaria era in genere molto semplice, come detto di norma era senza sistemi di segnalazione: le bassissime velocità, e la presenza di personale presso i vagoncini li rendevano inutili.
Una forma alternativa di ferrovie Decauville erano le "ferrovie pionieristiche" o "Ferrovia dei Pionieri", cioè delle associazioni giovanili dei Paesi del blocco sovietico. Queste furono costruite e in alcuni casi funzionano ancora, a scopo ludico o formativo nelle grandi città come Berlino, Magdeburgo, Dresda, Halle e altre. Con queste ferrovie i giovani, maschi e femmine, imparavano a gestire una vera ferrovia con i suoi regolamenti e apparecchiature, sotto la supervisione di adulti.

## Situazione odierna
L'utilizzo negli anni è diminuito molto, sono state sostituite da autocarri e da nastri trasportatori, rimangono in uso in alcune situazioni particolari come luoghi in cui la qualità del terreno (per esempio palude/ferrovia di torbiera) o lo spazio disponibile (miniera/ferrovia di cava) rendono impossibile l'uso di altri mezzi di trasporto, oppure dove la realizzazione negli scorsi decenni di queste ferrovie rende non conveniente il passaggio ad altri sistemi di trasporto, come per esempio le ferrovie per gli impianti idroelettrici in Valtellina. 
Esistono casi di ferrovie industriali che sono state in parte convertite all'utilizzo turistico come quello del Lac d'Artouste, sui Pirenei, e quella del Lac d'Emosson, tra Francia e Svizzera. Vengono ancora usate in grandi cantieri sotterranei con lo scavo di grandi tunnel come l'AlpTransit sotto il passo del San Gottardo. In queste installazioni recenti lo scartamento è di 0,9 m, mentre sembra più raro il tradizionale 0,6 m. Tra le più recenti installazioni si segnalano il cantiere per lo scavo del tunnel ferroviario del monte Zucco tra le stazioni di Perarolo di Cadore e Calalzo di Cadore, lo scavo dei tunnel della variante di valico dell'autostrada A1, lo scavo della stazione Alta Velocità di Bologna.
Germania: esistono ancora decine di ferrovie torbiere.
Australia: circa 4000 km di ferrovie a scartamento di 610 mm (2 piedi), usate per la raccolta della canna da zucchero. Sono ferrovie moderne ed efficienti che assolvono pienamente al loro compito di trasportare grandi quantità di merce in poco tempo durante il periodo del raccolto. 
Irlanda: ferrovie a scartamento di 914 mm (3 piedi) per la raccolta della torba per le centrali termoelettriche.
Alcune sono state costruite appositamente per il trasporto passeggeri e in aree turistiche come la miniera di Predoi-Prettau, la grotta di Postumia (Slovenia), il P'tit Train de St-Trojan sull'isola di Oleron (Francia), le spiagge di Barril e Caparica (Portogallo).
Negli ultimi 20 anni sono state create, in tutto il mondo, varie ferrovie museo o turistiche che utilizzano questo tipo di ferrovie.